# Grigneuseville
Grigneuseville è un comune francese di 317 abitanti situato nel dipartimento della Senna Marittima nella regione della Normandia.

## Società

### Evoluzione demografica
Abitanti censiti